# 소토보선
소토보선(일본어: 外房線, そとぼうせん)은 동일본 여객철도의 철도 노선이다. 일본 지바현 지바시 주오구에 있는 지바역과 가모가와시에 있는 아와카모가와역을 잇는다.
지바에서 보소반도의 동쪽, 태평양을 따라 남쪽으로 가는 노선이다. 소가역에서 우치보선과 갈라졌다가, 아와카모가와역에서 다시 만난다. 노선의 이름 "소토보"는 도쿄 만을 기준으로 "보소반도의 바깥쪽"을 가리킨다. 전 구간이 JR 그룹이 정한 정한 여객영업규칙에 다른 "도쿄 근교 구간"에 해당하며, 수도권용 스이카 및 제휴 교통카드의 사용이 가능하다.

## 노선 정보
- 노선 거리: 93.3 km
- 궤간: 1067mm(협궤)
- 역 수: 27
- 복선 구간:
  - 지바 ~ 가즈사이치노미야 43.0 km
  - 도라미 ~ 조자마치 5.9 km
  - 온주쿠 ~ 가쓰우라 5.5 km
- 전철화 구간: 전 구간, 직류 1,500볼트 전철화
- 차단 장치: 자동 차단식
- 보안 장치:
  - 지바 ~ 가즈사이치노미야: ATS-PN
  - 가즈사이치노미야 ~ 아와카모가와: ATS-SN

## 운행

### 우등 열차

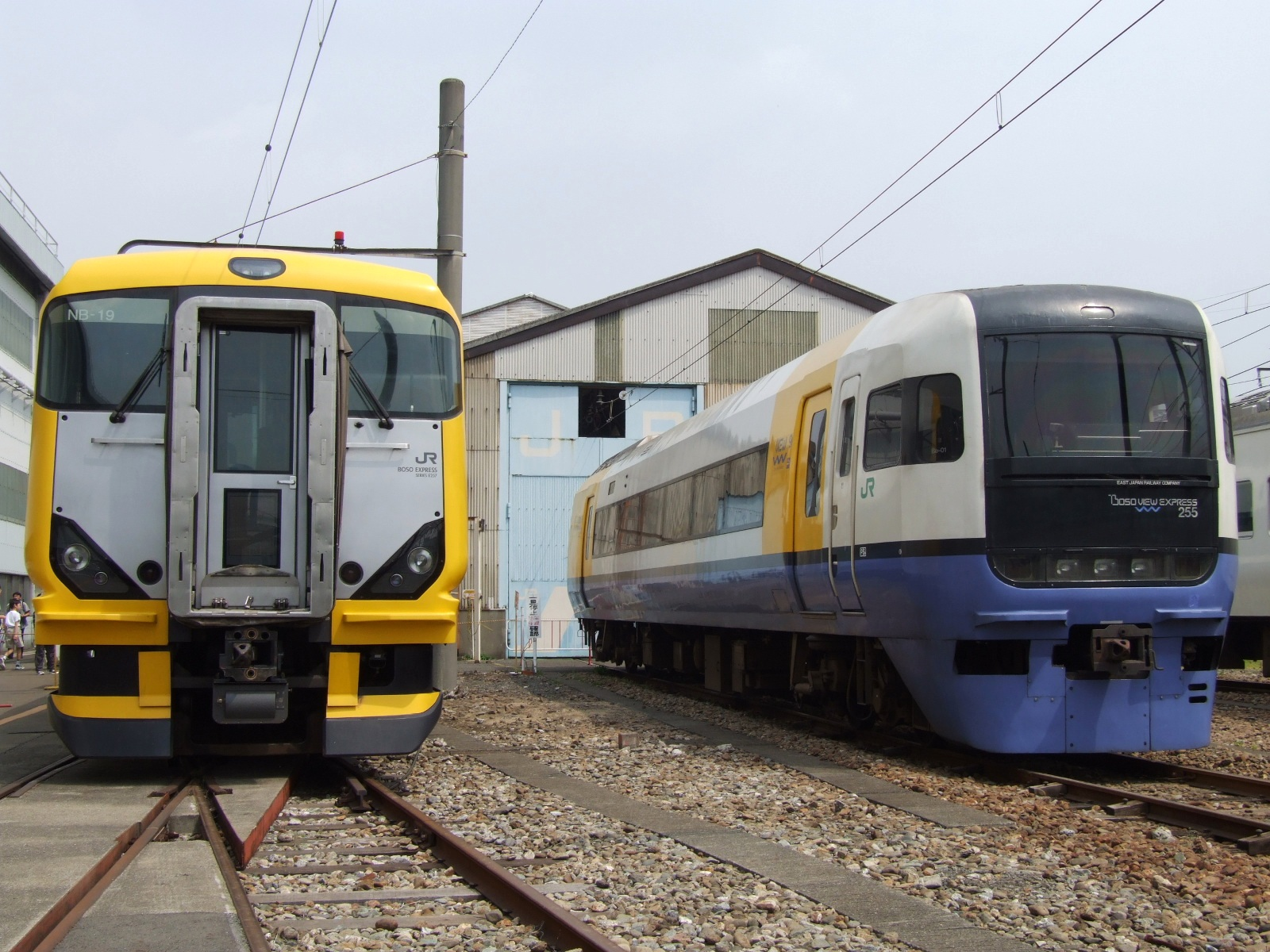
E257계 500번대와 255계는 소토보선과 우치보선의 주력 특급 열차이다.

게이요선의 도쿄역과 소토보선의 모바라역·가즈사이치노미야역·가쓰우라역·아와카모가와역을 잇는 특급 《와카시오》 호가 다니고 있다. 이 중 일부 열차는 가쓰우라역 ~ 아와카모가와역 구간은 보통 열차로 전환해 모든역에 정차하기도 한다.
정기적으로 운행하는 열차는 대부분 아와카모가와역이 종착역이며, 아와카모가와역에서 우치보선으로 직결 운행하지는 않는다. 다만 임시로 운행하는 신주쿠발 《신주쿠와카시오》 호는 특정 기간의 토요일과 공휴일에 신주쿠역에서 소토보선을 경유, 아와카모가와역을 지나 우치보선 와다우라역까지 운행하며, 매년 새해 첫날에는 해돋이 행사 열차인 소토보하쓰히노데 호가 다카오역·신주쿠역에서 소토보선을 거쳐, 우치보선 후토미역·지쿠라역·다테야마역까지 직결 운행한다.

### 직결 운행 쾌속

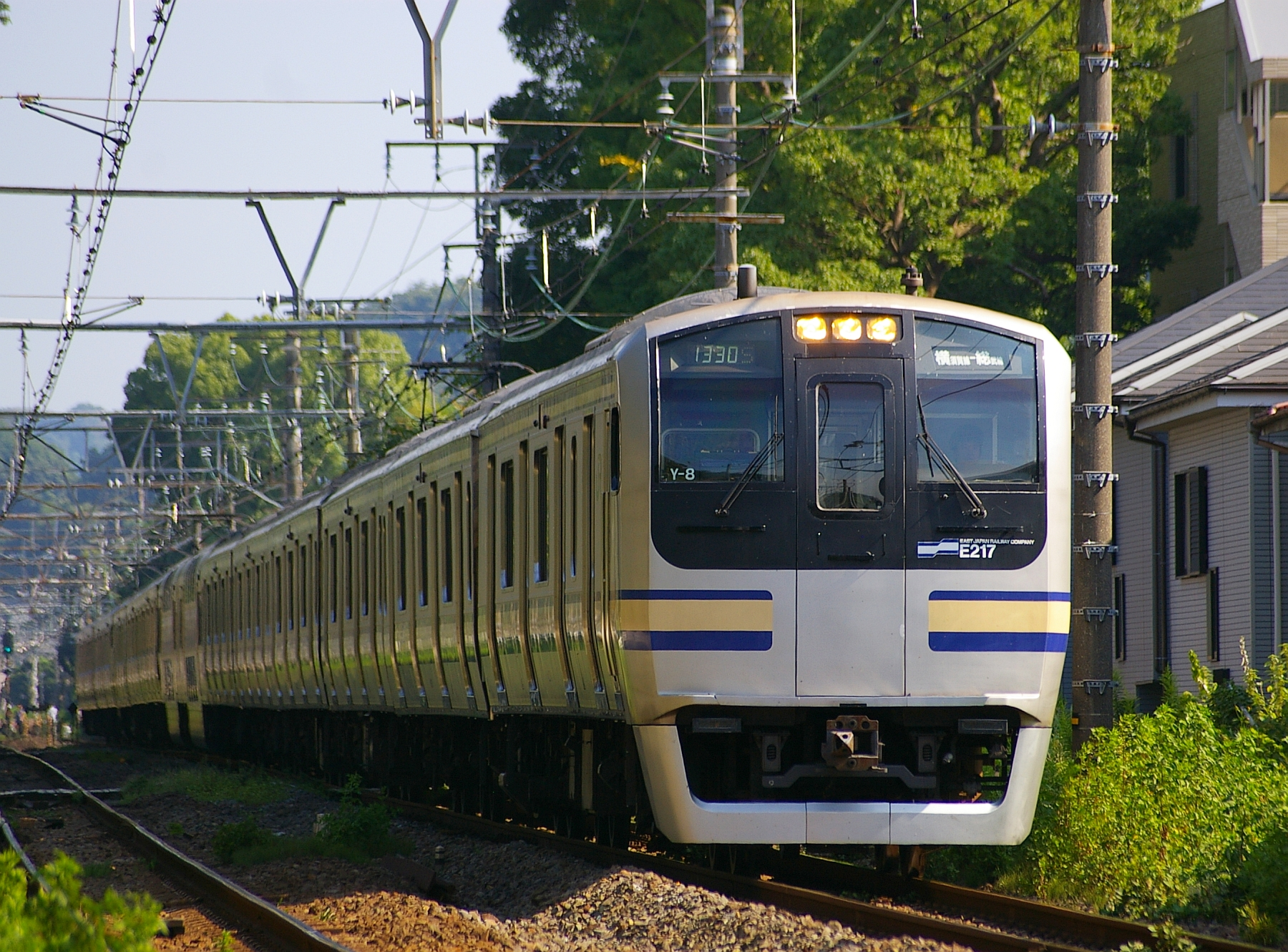
소부 쾌속선으로 직결 운행하는 E217계 전동차.

요코스카선·소부 쾌속선과 직결 운행하는 쾌속 열차가 소토보선 가즈사이치노미야역까지 운행한다. 예전에는 오하라역, 가쓰우라역까지 운행했으나, 2004년 10월 16일을 끝으로 가즈사이치노미야역으로 직결 운행 구간이 줄어들었다. 원래는 소가역, 혼다역, 오아미역, 모바라역 등 각 지역의 중심역에만 정차했으나, 수요 급증으로 지바역부터 오아미역까지는 모든 역에 정차하게 되었다.
한편 게이요선 도쿄역에서 시종착하여, 신키바역, 마이하마역, 가이힌마쿠하리역, 소가역 등에만 정차한 뒤 소토보선으로 직결 운행하는 열차도 있다. 가쓰우라역에서 시종착하는 열차, 도가네선 나루토역에서 시종착하는 열차가 병결 운행하는데, 이들은 혼다역에서 병결하거나 분리한다. 게이요선 직결 운행 열차는 아침이나 저녁의 일부 시간대를 제외하고는 소토보선에서는 모든 역에 정차한다.

### 보통 열차

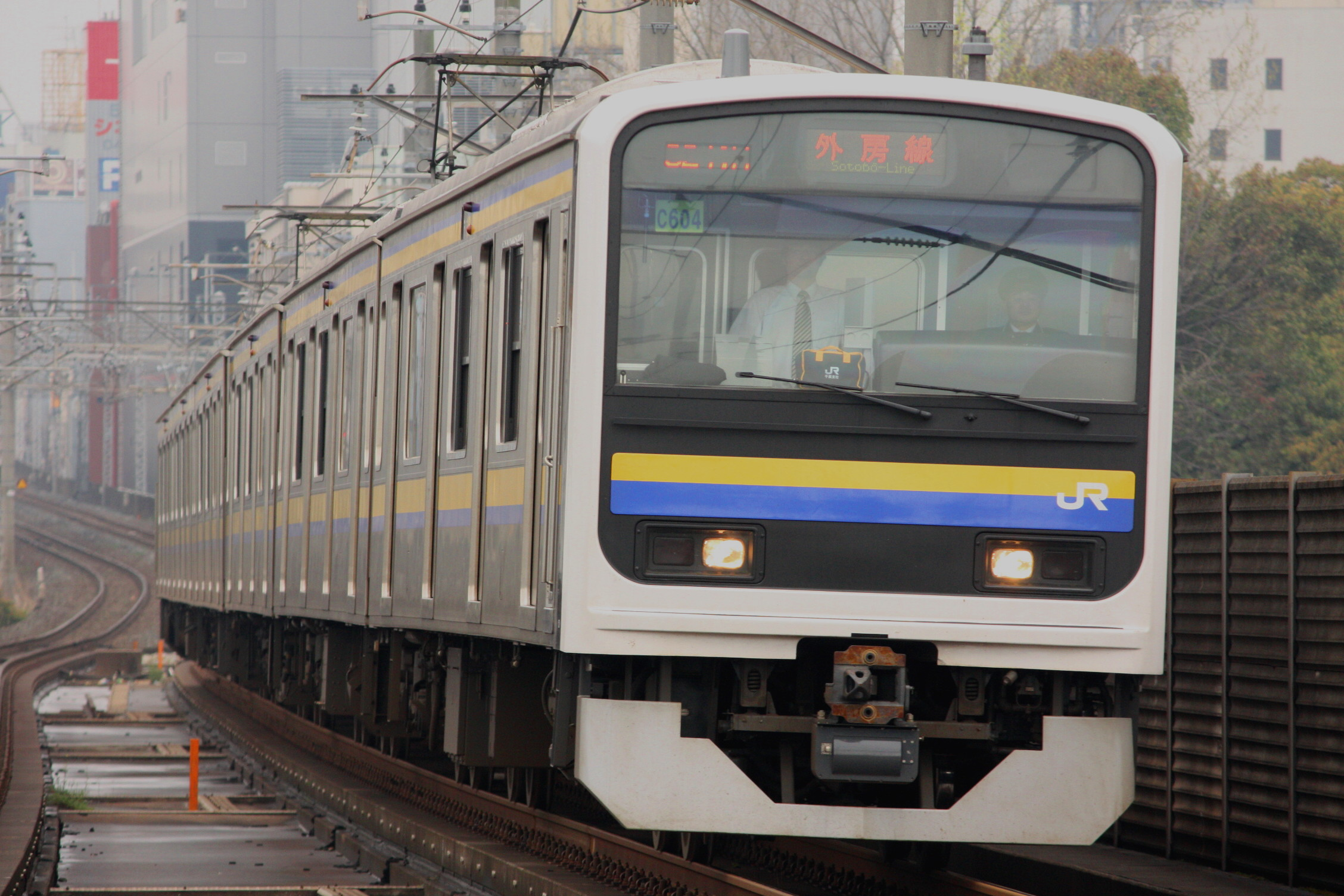
소토보선의 보통 열차로 운행하는 209계 전동차.

보통 열차는 주로 지바역 ~ 모바라역·가즈사이치노미야역 사이를 운행하는 것과 지바역 ~ 오하라역·가쓰우라역 사이를 운행하는 것, 그리고 지바역 ~ 아와카모가와역의 전 구간을 운행하는 것으로 나뉜다. 아침에는 가즈사이치노미야에서 시발하여 아와카모가와로 가는 열차가 2편, 아와코미나토에서 시발하여 아와카모가와로 가는 열차와 오하라에서 시발하여 아와카모가와로 가는 열차가 각각 1편씩 운행한다. 심야에는 소토보선 하행 막차인 지바 시발 오아미 행 열차가 운행한다. 정기 우등 열차들처럼 아와카모가와로 가는 보통 열차들 중에도 우치보선으로 직결 운행하는 열차는 없으며, 모두 아와카모가와에서 회차 운행을 한다.
밤 시간대 일부 열차는 게이요선으로 직결 운행을 한다. 또한 일부 우등 열차가 가쓰우라역 ~ 아와카모가와역 구간에서 보통 열차로 전환하기도 한다.

## 사용 차량
- 현재 사용 차량
- 동일본 여객철도 255계 전동차

일명 "보소 뷰 익스프레스" (BVE)라고 불리는 열차로, 마쿠하리 차량 센터에 소속되어 있다.
- 동일본 여객철도 E257계 전동차 (500번대)

마쿠하리 차량 센터에 소속되어 있다.
- 동일본 여객철도 209계 전동차 (2000번대/2100번대)

마쿠하리 차량 센터에 소속되어 있다. 4량에서 10량까지 탄력적으로 편성해 운행한다.

- 동일본 여객철도 E131계 전동차 (0번대)

마쿠하리 차량 센터에 소속되어 있다. 2량 열차로 중련 하면 4량으로 운행 한다.
- 동일본 여객철도 209계 전동차 (500번대)·E233계 전동차 5000번대

게이요 차량 센터에 소속되어 있다. 게이요선 직결 운행 열차로 투입된다. 도중에 오아미역에서 도가네선으로 들어가는 4량 편성과, 가쓰우라역까지 소토보선을 이용하는 6량 편성으로 투입된다.
- 동일본 여객철도 E217계 전동차

가마쿠라 차량 센터 소속이다. 11량 편성이나 11량 편성에 부속 4량 편성이 병결한 15량 편성으로 운행한다. 요코스카선·소부 쾌속선 직결 운행 열차로 투입된다.
- 동일본 여객철도 E235계 전동차 (1000번대)

가마쿠라 차량 센터 소속이다. 11량 편성이나 11량 편성에 부속 4량 편성이 병결한 15량 편성으로 운행 한다. 요코스카·소부쾌속선 직결 운행 열차로 투입 되었고 E217계를 대체 되었다.
과거 사용 차량

•103계 전동차

•201계 전동차

•205계 전동차

•183계 전동차

•113계 전동차

•211계 전동차

## 역사
1896년 1월에 "보소 철도"가 소가역과 오아미역 사이에 철도를 놓은 것이 시초이다. 같은 해 2월에는 소부 철도가 다니는 지바역까지 노선을 연장했으며, 1897년에는 가즈사이치노미야역까지, 1899년에는 오하라역까지 연장했다. 1907년 국유화되어, "보소선"으로 이름이 바뀌었다. 그 뒤로 일본국유철도는 노선을 꾸준히 연장했다. 1913년에는 가쓰우라역까지, 1927년에는 가즈사오키쓰역까지, 1929년에는 아와카모가와역까지 연장했다. 앞서 1925년에 지바역에서 아와카모가와역까지 "호조선" (지금의 우치보선)이 뚫려 운행하고 있었는데, 1929년에 두 노선을 합쳐 "보소선"으로 부르게 되었다. 1933년에 다시 지바역 ~ 오아미역 ~ 아와카모가와역이 떨어져 "보소토선" (房総東線)으로 불리다가, 1972년 지금의 "소토보선"으로 이름이 바뀌었다. 1987년 4월 1일에 민영화에 따라 동일본 여객철도의 소속이 되었으며, 2001년 11월부터 스이카의 사용이 가능해졌다.
국유화 이전에 지바역으로 노선이 연장되었을 적에, 지바역과 오아미역에 스위치백 구조의 승강장이 있었다. 하지만 1963년에 지바역이, 1972년에 오아미역이 지금의 위치로 옮겨가면서 굳이 방향을 전환하지 않아도 도쿄역 방면과 소토보선 방면끼리 직결 운행을 할 수 있게 되면서 없어졌다.

## 역 목록
| 역 이름           | 일본어 이름    | 거리 | 접속 노선 | 소재지       | 소재지               | 소재지           |
| ----------------- | -------------- | ---- | --- | ------------ | -------------------- | ---------------- |
| 지바              | 千葉           | 0.0  | ■ 소부 쾌속선·요코스카선 (도쿄·즈시 방면, 직결 운행) ■ 소부 본선 (사쿠라·나리타·조시 방면) ■ 주오·소부 완행선 (아키하바라·미타카 방면) 지바 도시 모노레일 1호선·2호선 | 지바현       | 지바시               | 주오구           |
| 혼치바            | 本千葉         | 1.4  | | 지바현       | 지바시               | 주오구           |
| 소가              | 蘇我           | 3.8  | ■게이요선 (가이힌마쿠하리·도쿄 방면, 직결 운행) ■ 우치보선 | 지바현       | 지바시               | 주오구           |
| 가마토리          | 鎌取           | 8.8  | | 지바현       | 지바시               | 미도리구         |
| 혼다              | 誉田           | 12.6 | | 지바현       | 지바시               | 미도리구         |
| 도케              | 土気           | 18.1 | | 지바현       | 지바시               | 미도리구         |
| 오아미            | 大網           | 22.9 | ■ 도가네선 | 지바현       | 오아미시라사토시     | 오아미시라사토시 |
| 나가타            | 永田           | 25.3 | | 지바현       | 오아미시라사토시     | 오아미시라사토시 |
| 혼노              | 本納           | 27.7 | 모바라시 | 모바라시     |                      |                  |
| 신모바라          | 新茂原         | 31.4 | 모바라시 | 모바라시     |                      |                  |
| 모바라            | 茂原           | 34.3 | 모바라시 | 모바라시     |                      |                  |
| 야쓰미            | 八積           | 38.9 | 조세이군 | 조세이촌     |                      |                  |
| 가즈사이치노미야  | 上総一ノ宮     | 43.0 | 조세이군 | 이치노미야정 |                      |                  |
| 도라미            | 東浪見         | 46.2 | 조세이군 | 이치노미야정 |                      |                  |
| 다이토            | 太東           | 49.3 | 이스미시 | 이스미시     |                      |                  |
| 조자마치          | 長者町         | 52.1 | 이스미시 | 이스미시     |                      |                  |
| 미카도            | 三門           | 53.7 | 이스미시 | 이스미시     |                      |                  |
| 오하라            | 大原           | 57.2 | 이스미시 | 이스미시     | 이스미 철도 이스미선 |                  |
| 나미하나          | 浪花           | 60.5 | 이스미시 | 이스미시     |                      |                  |
| 온주쿠            | 御宿           | 65.4 | 이스미군 | 온주쿠정     |                      |                  |
| 가쓰우라          | 勝浦           | 70.9 | 가쓰우라시 | 가쓰우라시   |                      |                  |
| 우바라            | 鵜原           | 74.5 | 가쓰우라시 | 가쓰우라시   |                      |                  |
| 가즈사오키쓰      | 上総興津       | 77.2 | 가쓰우라시 | 가쓰우라시   |                      |                  |
| 나메가와 아일랜드 | 行川アイランド | 80.5 | 가쓰우라시 | 가쓰우라시   |                      |                  |
| 아와코미나토      | 安房小湊       | 84.3 | 가모가와시 | 가모가와시   |                      |                  |
| 아와아마쓰        | 安房天津       | 87.7 | 가모가와시 | 가모가와시   |                      |                  |
| 아와카모가와      | 安房鴨川       | 93.3 | 가모가와시 | 가모가와시   | ■ 우치보선           |                  |